# Piniphantes cirratus
Piniphantes cirratus là một loài nhện trong họ Linyphiidae.
Loài này thuộc chi Piniphantes. Piniphantes cirratus được Konrad Thaler miêu tả năm 1986.